# Fleury-sur-Andelle
Fleury-sur-Andelle je francouzská obec v departementu Eure v regionu Normandie. V roce 2010 zde žilo 1 876 obyvatel. Je centrem kantonu Fleury-sur-Andelle.

## Vývoj počtu obyvatel
Počet obyvatel 